# Walter-Serner-Preis
Der Walter-Serner-Preis für Kurzgeschichten wird seit Mitte der 1970er Jahre ausgeschrieben. Zunächst wurde er vom Sender Freies Berlin allein verliehen. 1996 und 1997 beteiligte sich die Berliner Zeitung. Seit 1998 wird der Preis vom Kulturradio (bis 2003 Radio Kultur) vom Rundfunk Berlin-Brandenburg (rbb) gemeinsam mit dem Literaturhaus Berlin ausgeschrieben. Er ist mit 5000 Euro dotiert (2018 wurde die Preissumme geteilt). Der Gewinnertext wird im Kulturradio vom rbb ausgestrahlt.
In der Jury sitzen momentan Anne-Dore Krohn und Nadine Kreuzahler vom rbb, Janika Gelinek und Sonja Longolius vom Literaturhaus Berlin sowie jedes Jahr zusätzlich ein Schriftsteller als Gastjuror.
Der Schriftsteller Walter Serner (1889–1942) galt als literarisches „Enfant terrible“ und brillanter Beobachter sozialer Verhältnisse. Die Wettbewerbsbeiträge sollen „in seiner Tradition“ verfasst sein – also im weitesten Sinne „Vom Leben in den großen Städten“ erzählen.

## Preisträger
- 1984 Leonhard Seidl für Albert
- 1985 Fred Breinersdorfer für Pack schlägt sich
- 1986 Norbert Gustoniak für Nur's Schuß
- 1987 Henry Kersting für Gute Nacht, Carlo
- 1988 H.P. Karr und Walter Wehner für Nachtfahrt
- 1989 Marianne Wick für Der Mörderblick
- 1990 Sigrun Casper für Ich gebe zurück ins Funkhaus
- 1991 Lutz Hermann für Eine Frau nur für mich allein
- 1992 Christina Günther für Schöne, weiche Haut
- 1993 Michael Kumpfmüller für Die Mitwisserin
- 1994 Christian Schmidt für Der Sammler
- 1995 Michael-André Werner für Sie sagt
- 1996 Ute Lobosch für Der Mann, der Herr Leo heißt
- 1997 Edda Helmke mit einem Kapitel aus Pepsi im Waschsalon
- 1998 Raul Zelik für Vorstadt Beats
- 1999 David Wagner für Die Entwicklerwanne
- 2000 Daniel Klaus für Max
- 2001 Christina Griebel für Und sie geigen Schostakowitsch
- 2002 Gernot Wolfram für Am Radio
- 2003 Philip Meinhold für Schlaf, Vater, schlaf!
- 2004 Mischa Kopmann für Monsieur Lumière
- 2005 Silke Andrea Schuemmer für Frau Forst kümmert sich
- 2006 Ulrike Schuff für Patschek
- 2007 Susanne Neuffer für Sie hören im Anschluss die Nationalhymne
- 2008 Silke Schütze für Vier Grad
- 2009 Monika Radl für Kaprun
- 2010 Ulrike Ulrich für Im Hintergrund
- 2011 Ralf Thies für Der goldene Ford
- 2012 Almut Tina Schmidt für Wiener Geflecht (Gastjuror: Ulf Stolterfoht)
- 2013 Moira Frank für Unter Wasser (Gastjuror: Michael Wildenhain)
- 2014 Ralf C. Grewe für Tumorem superavi (Gastjurorin: Katja Lange-Müller)
- 2015 Ulrike Syha für Jin Mao und Rochus Stordeur für Osmans 19. Problem (Gastjurorin: Julia Schoch)
- 2016 Franziska Schramm für Was anderes machen (Gastjurorin: Tanja Dückers)
- 2017 Sannah Jahncke für Shining Times (Gastjurorin: Angelika Klüssendorf)
- 2018 Isabella Straub für Sibirien; Sonderpreis der Jury: Rolf-Bernhard Essig für Überfahren (Gastjuror: André Kubiczek)
- 2019 Katrin Weber-Klüver für Suada mit Guppies (Gastjuror: Abbas Khider)
- 2020 Peter Zemla für Das Spielzeug (Gastjurorin: Kathrin Passig)[2]
- 2021 Sebastian Ingenhoff für Der in Rihannas Instastory geteilt wurde
- 2022 Susanne Tägder für ihre Erzählung Otis und Rose[3][4]
- 2023 Kenan Kokić für seine Erzählung Gegen Ende hin[5]
- 2024 Alize Heiser für ihre Erzählung Kiesgrubensommer[6]